# Kardus

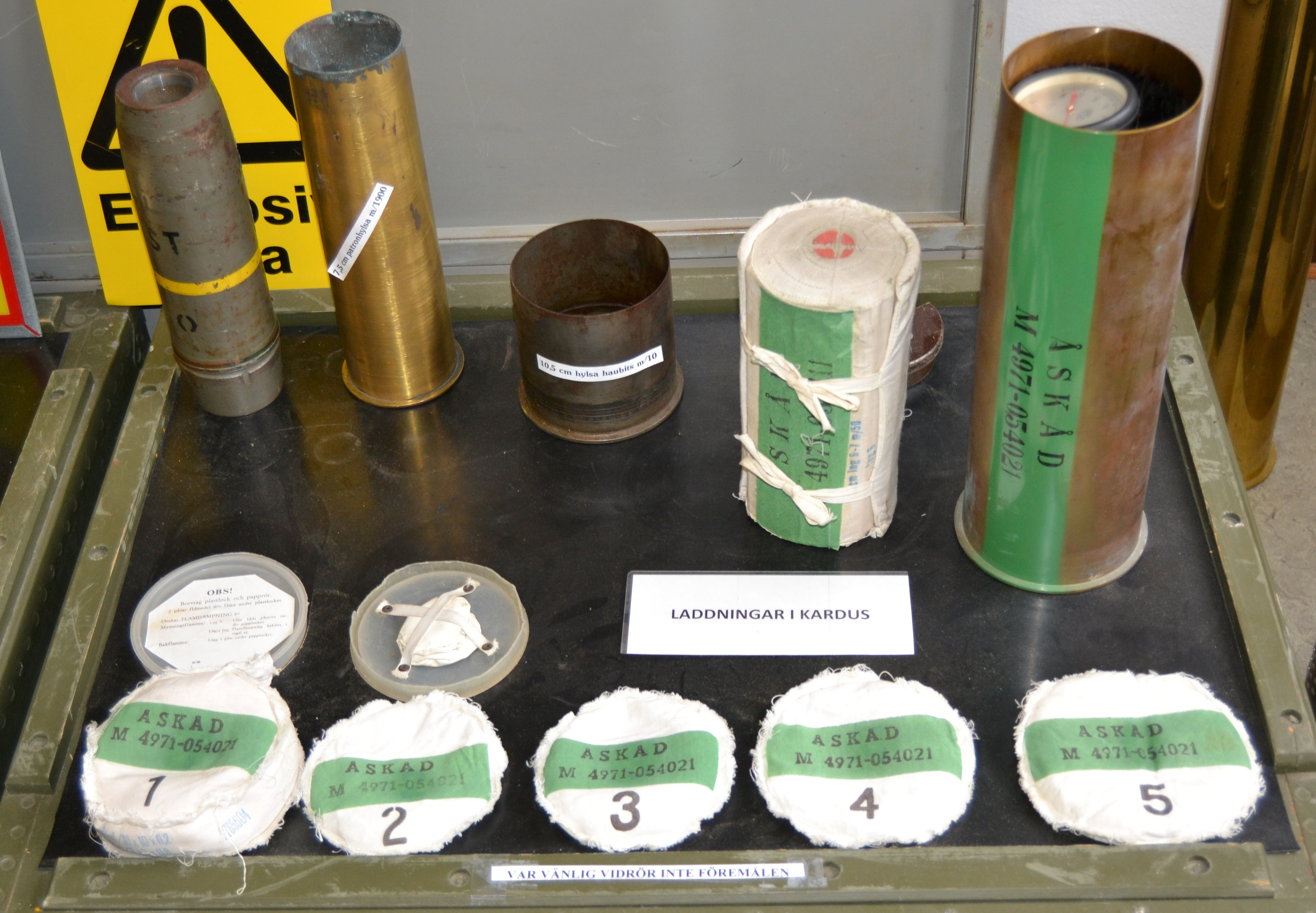
diverse karduser och laddningshylsor

Kardus är en drivladdning för eldrörsprojektiler bestående av en krutladdning förpackad i en tygpåse, alternativt förpackad i en kapsel, då benämnd laddningskapsel, vilka används för att skapa förmågan att välja räckvidd på artilleripjäser. Ju större laddning, ju större räckvidd.
Ett vapen kan laddas med en eller flera karduser/laddningskapslar samtidigt, beroende på önskad utgångshastighet.

## Tekniskt beskrivning

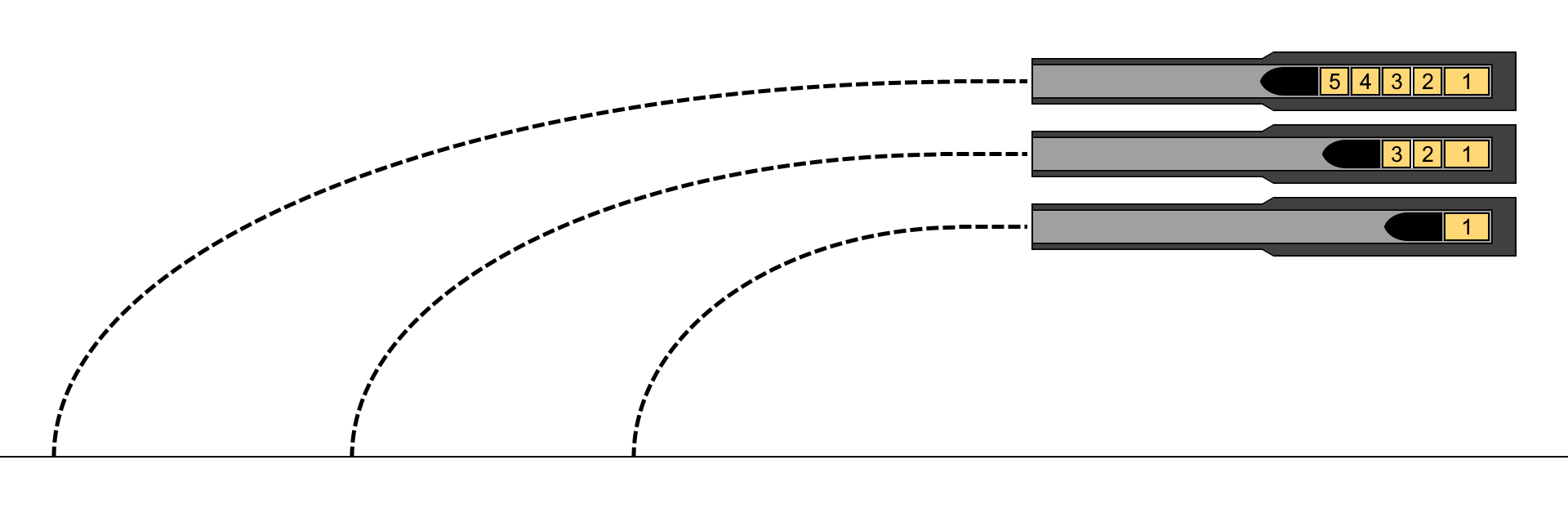
Teckning som visar funktionen av karduser. Beroende på hur många laddningar som används kan man justera räckvidden på projektilerna.

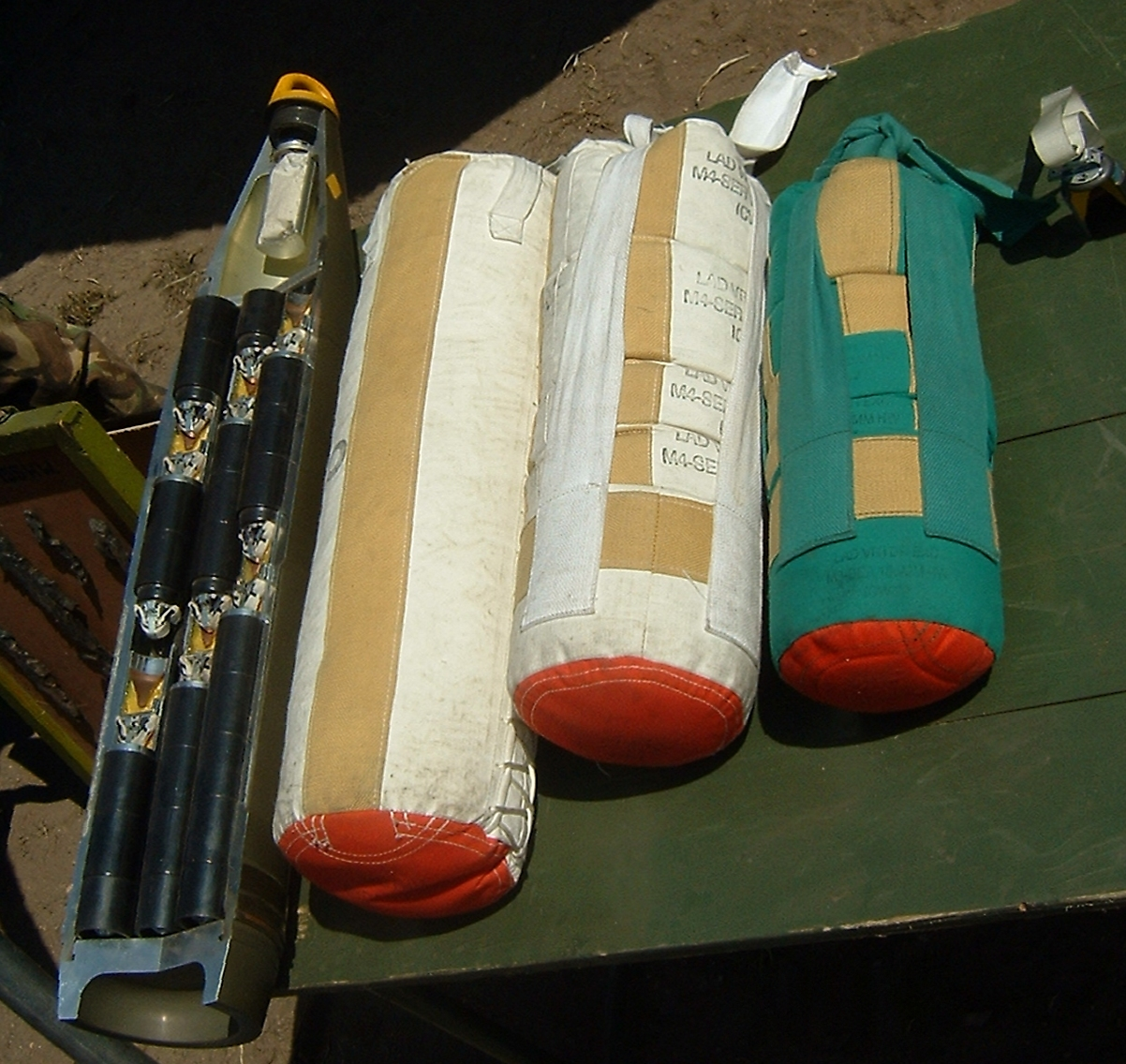
Tre karduser av olika storlekar jämte en multipelgranat.

Laddning av karduser eller laddningskapslar sker genom att man för in den projektil man vill skjuta in i patronläget med diverse teknik för att den ska fastna, vilket sedan följs av att man för in de karduser/laddningskapslar som behövs för att skjuta iväg projektilen i rätt hastighet för att nå rätt räckvidd. Införandet av karduser/laddningskapslar görs antingen via laddningshylsa eller direkt i patronläget. Laddningshylsor används primärt för laddningar som lämnar restprodukter i patronläget efter avfyrning. Karduser och laddningskapslar som förs in direkt i patronläget behöver därför åstadkomma fullständig förbränning vid avfyrning, då glödande restprodukter kan antända nästa laddnings som förs in i vapnet. Material som föredras är silkestyg för karduser och celluloid för laddningskapslar. Dessa material förbränns fullständigt vid avfyrning.
Det finns vanligen två huvudtyper av karduser och laddningskapslar; en så kallad grundladdning, kort grundlng, vilken är den lägsta laddningen i en uppsättning karduser/laddningskapslar och är i regel försedd med anfyrningsanordning; och en så kallad delladdning, kort dellng, vilka är påbyggnader till grundladdningen för att bestämma laddningskraft. Grundladdningar är oftast större än delladdningarna, samt att delladdningarna kan variera i storlek från varann. Militärt får dessa laddningar löpnummer där grundladdningen är laddning 1, varvid första delladdning är laddning 2, etc. En komplett drivladdning bestående av en grundladdning och minst en delladdning kallas laddningsställ, kort lngställ. Benämningen laddningsställ används för att särskilja de olika laddningsmöjligheter i ett artillerisystem om den har flera storlekar på grundladdning och delladdningar. De benämns militärt efter grundladdningens nummer och numret på den högsta delladdningen i laddningsstället, till exempel laddningsställ 1-6.

## Historik
Förr fanns det karduser för alla vapen, men numera används tekniken endast för tyngre kanoner. På grund av tyngden skapad av deras kaliber (vanligen 155 mm) behöver man dela upp ammunitionen i flera delar, såsom projektil och drivladdning.
Karduser kom i allmänt bruk på 1700-talet och innebar ett framsteg, i och med att laddningarna blev någorlunda lika från gång till gång. Genom att komplettera grundladdningen med en eller flera karduser kunde projektilens utgångshastighet, och därmed skottvidden, varieras. Maria Christina Bruhn uppfann 1774 ett material för karduser vilket var okänsligt för både eld och vatten.
I modern tid har karduser börjat ersättas av laddningskapslar som är mindre känsliga för elementen och hantering. Användning av plastbehållare gör även produktionen billigare.